# Albany Devils
Gli Albany Devils sono stati una squadra di hockey su ghiaccio dell'American Hockey League con sede nella città di Albany, nello Stato di New York. Nati nel 2010 sono affiliati ai New Jersey Devils, franchigia della National Hockey League, e disputavano i loro incontri casalinghi presso il Times Union Center.

## Storia
La squadra, nota dal 1998 al 2010 con i nomi di Lowell Lock Monster e di Lowell Devils, con sede a Lowell, Massachusetts, fu trasferita ad Albany a seguito del cambiamento di sede degli Albany River Rats, che si erano trasferiti a Charlotte con il nome di Charlotte Checkers. La società è affiliata alla squadra della NHL dei New Jersey Devils, che detiene anche la proprietà della squadra newyorchese. Nel corso della stagione regolare hanno stipulato un accordo per disputare quattro partite nel New Jersey ad Atlantic City, presso la Boardwalk Hall.
Per la prima volta nella stagione 2013-2014 si qualificarono per i playoff della Calder Cup.

### Affiliazioni
Nel corso della loro storia gli Albany Devils sono stati affiliati alle seguenti franchigie della National Hockey League:
- New Jersey Devils: (2010-)

## Record stagione per stagione
| Stagione      | Division  | Gare | V  | S  | OTL | SOL | Punti | GF  | GS  | Piazzamento | Play-off                                                |
| ------------- | --------- | ---- | -- | -- | --- | --- | ----- | --- | --- | ----------- | ------------------------------------------------------- |
| Albany Devils |           |      |    |    |     |     |       |     |     |             |                                                         |
| 2010-11       | East      | 80   | 32 | 42 | 1   | 5   | 70    | 217 | 283 | 8°          |                                                         |
| 2011-12       | Northeast | 76   | 31 | 34 | 6   | 5   | 95    | 190 | 226 | 5°          |                                                         |
| 2012-13       | Northeast | 76   | 31 | 32 | 1   | 12  | 75    | 193 | 225 | 4°          |                                                         |
| 2013-14       | Northeast | 76   | 40 | 23 | 5   | 8   | 93    | 220 | 193 | 2°          | perde 1º turno (St. John's) 1-3                         |
| 2014-15       | Northeast | 76   | 37 | 28 | 5   | 6   | 85    | 199 | 201 | 4°          |                                                         |
| 2015-16       | North     | 76   | 46 | 20 | 8   | 2   | 102   | 212 | 167 | 2°          | vince 1º turno (Utica) 3-1 perde 2º turno (Toronto) 3-4 |

## Record della franchigia

### Singola stagione
Gol: 33  Paul Thompson (2014-15)
Assist: 36  Joe Whitney (2014-15)
Punti: 59  Joe Whitney (2014-15)
Minuti di penalità: 334  Pierre-Luc Létourneau-Leblond (2010-11)
Vittorie: 24  Keith Kinkaid (2013-14)
Media gol subiti: 2.23  Scott Clemmensen (2014-15)
Parate %: .918  Scott Clemmensen (2014-15)

### Carriera
Gol: 86  Joe Whitney
Assist: 121  Joe Whitney
Punti: 207  Joe Whitney
Minuti di penalità: 442  Dan Kelly
Vittorie: 62  Keith Kinkaid
Shutout: 9  Keith Kinkaid
Partite giocate: 296  Dan Kelly

## Palmarès

### Premi individuali
- Louis A. R. Pieri Memorial Award: 1

Rick Kowalsky: 2015-2016